# Herzblättrige Hainbuche
Die Herzblättrige Hainbuche (Carpinus cordata) ist ein mittelgroßer Baum aus der Unterfamilie der Haselnussgewächse (Coryloideae). Das natürliche Verbreitungsgebiet der Art liegt in Japan, Korea, China und im Osten Russlands.

## Beschreibung
Die Herzblättrige Hainbuche ist ein bis zu 18 Meter hoher Baum mit sehr dicht verzweigter Krone und schuppiger, grauer bis schwarzgrauer Rinde. Die Zweige sind braun oder gelbbraun, kahl oder anfangs spärlich zottig behaart oder dicht flaumhaarig und zottig behaart. Die Endknospen sind 2 Zentimeter lang und auffallend groß. Die Laubblätter haben einen 1,5 bis 2 Zentimeter langen, verkahlenden oder schwach zottig behaarten bis dicht flaumhaarigen oder filzigen Stiel. Die Blattspreite ist 8 bis 15 Zentimeter lang und 4 bis 5 Zentimeter breit, eiförmig, eiförmig-länglich oder verkehrt-eiförmig-länglich, zugespitzt bis geschwänzt, mit schief herzförmiger Basis und einem unregelmäßig doppelt borstig gesägten Rand. Es werden 15 bis 20 Nervenpaare gebildet. Die Blattoberseite ist mittelgrün, spärlich zottig behaart oder verkahlend, die Unterseite ist heller gefärbt, entlang der Blattadern spärlich bis dicht behaart oder dicht flaumhaarig und filzig. Die Herbstfärbung der Blätter ist gelb.
Die weiblichen Blütenstände sind 5 bis 12 Zentimeter lang und 4 bis 4,5 Zentimeter breit und haben eine 3 bis 4 Zentimeter lange, spärlich behaarte oder verkahlende Blütenstandsachse. Die Tragblätter sind stark überlappend, 1,5 bis 2,5 Zentimeter lang, 1 bis 1,3 Zentimeter breit, breit eiförmig-länglich und kahl mit Ausnahme der Bärte an der Basis der Blattunterseite. Der äußere Blattrand ist entfernt gesägt und eingerollt, der innere Blattrand ist entfernt gesägt mit an der Basis liegenden länglichen Lappen, welche die Früchte einschließen. Es werden fünf deutlich sichtbare Blattadern gebildet, weitere netzartig verteilte Adern sind nur schwach ausgebildet. Als Früchte werden 4 bis 6 Millimeter lange und 2 Millimeter breite, längliche, kahle und schwach gerippte Nüsschen gebildet. Die Herzblättrige Hainbuche blüht von Mai bis Juni, die Früchte reifen von Juli bis August.
Die Chromosomenzahl beträgt 2n=16.

## Vorkommen und Standortansprüche
Das natürliche Verbreitungsgebiet liegt in Japan auf Hokkaidō, Honshū, Kyushu und Shikoku; auf der Koreanischen Halbinsel; in China in den Provinzen Anhui, Gansu, Guizhou, Hebei, Hubei, Hunan, Jiangsu, Jiangxi, Liaoning, im Süden von Ningxia, in Shaanxi, Shandong, Shanxi, Sichuan und Zhejiang und in Russland in der Region Primorje. Die Herzblättrige Hainbuche wächst in kühlfeuchten Wäldern auf Berghängen in Höhen von 200 bis 2500 Metern auf durchlässigen, frischen bis feuchten, sauren bis neutralen, sandig- oder kiesig-humosen, mäßig nährstoffreichen Böden an licht- bis halbschattigen Standorten. Die Art ist wärmeverträglich, meist frosthart, meidet jedoch Böden mit hohem Kalkgehalt.

## Systematik
Die Herzblättrige Hainbuche (Carpinus cordata) ist eine Art aus der Gattung der Hainbuchen (Carpinus). Diese wird in der Familie der Birkengewächse (Betulaceae) der Unterfamilie der Haselnussgewächse (Coryloideae) zugeordnet. Die Art wurde 1851 von Carl Ludwig Blume erstmals wissenschaftlich beschrieben. Der Gattungsname Carpinus stammt aus dem Lateinischen und wurde schon von den Römern für die Hainbuche verwendet. Das Artepitheton cordata bedeutet „herzförmig“ und beschreibt die Form der Spreite der Laubblätter.
Es werden drei Varietäten unterschieden:
- Carpinus cordata var. chinensis Franchet mit dicht zottig behaarten Zweigen, Blattstielen und Blütenstandsachsen und spärlich zottig behaarten Blattadern an der Blattunterseite. Das Verbreitungsgebiet der Varietät liegt in Höhen von 700 bis 2400 Metern in Anhui, im Südosten von Gansu, in Guizhou, Hubei, Hunan, Jiangsu, Jiangxi, im Südwesten von Shaanxi, in Sichuan und Zhejiang. Die Varietät wird von manchen Autoren auch als eigene Art Carpinus chinensis (Franchet) Pei aufgefasst.[7]
- Carpinus cordata var. cordata mit kahlen oder anfangs spärlich zottig behaarten Zweigen, Blattstielen und Blütenstandsachsen. Das Verbreitungsgebiet liegt in Höhen von 200 bis 2500 Metern im Südosten von Gansu, in Hebei, Liaoning, Shaanxi, Shandong und Shanxi und umfasst auch die Vertreter in Japan, Korea und Russland.[8]
- Carpinus cordata var. mollis (Rehder) W.C.Cheng ex Chun in Y.Chen mit dicht zottig behaarten Zweigen, Blattstielen und Blütenstandsachsen und dicht flaumhaarigen und filzigen Blattunterseiten. Das Verbreitungsgebiet liegt in Höhen von 1700 bis 2400 Metern in Gansu, im Süden von Ningxia und in Shaanxi. Die Varietät wurde auch als eigene Art Carpinus mollis Rehder beschrieben.[9]

## Verwendung
Das Holz der Herzblättrigen Hainbuche wird manchmal zur Herstellung landwirtschaftlicher Werkzeuge oder Möbel verwendet.

## Nachweise